# Chimoio
Chimoio is een stad in het centrale deel van Mozambique. Het is de hoofdplaats van de provincie Manica.
Chimoio telde in 2007 bij de volkstelling 238.976 inwoners.
De stad ligt op de spoorlijn tussen Beira en Harare nabij de Cabeça do Velho, een rotsmassief.
De nabijheid van de grens met Zimbabwe heeft voor een grote influx van Zimbabwaanse immigranten gezorgd die de crisis in hun land ontvluchtten.